# Kasztelania rypińska
Kasztelania rypińska – kasztelania mieszcząca się niegdyś w województwie inowrocławskim, z siedzibą (kasztelem) w Rypinie.

## Kasztelanowierypińscy
| Monarcha                                                                                | Wojewoda | #  | Kasztelan | Portret | Herb | Lata sprawowania urzędu                              | Lata życia                      |
| --------------------------------------------------------------------------------------- | --- | -- | --- | ------- | ---- | ---------------------------------------------------- | ------------------------------- |
| Leszek inowrocławski/ Przemysł inowrocławski/ Kazimierz III gniewkowski                 | Bronisz z rodu Pomianów | 1  | Włost |         |      | 2 czerwca 1297                                       | zm. 14 września 1323            |
| Leszek inowrocławski/ Przemysł inowrocławski/ Kazimierz III gniewkowski                 | Bronisz z rodu Pomianów | 2  | Bogusław |         |      | przed 15 września 1300 - 1306                        |                                 |
| Kazimierz III Wielki                                                                    | Mościc ze Ściborza | 3  | Bernard z Mokowa                                                                                                 |         |      | 17 lutego 1364                                       |                                 |
| Kazimierz IV słupski/ Władysław Opolczyk/ Jadwiga I Andegaweńska/ Władysław II Jagiełło | Mościc ze Ściborza/ Włodek z Danaborza | 4  | Piotr Świnka z Sadłowa                                                                                           |         |      | 11 maja 1373 - 8 czerwca 1395                        | zm. przed grudniem 1397         |
| Jadwiga I Andegaweńska/ Władysław II Jagiełło                                           | Maciej Maczuda z Małego Lubstowa | 5  | Piotr Świnka ze Strzyg Piotr, Pietrasz, Świnka ze Strzyg                                                         |         |      | 5 grudnia 1397 - 1 stycznia 1398                     | zm. przed 29 grudnia 1402       |
| Władysław II Jagiełło                                                                   | Maciej Maczuda z Małego Lubstowa | 6  | Adam Świnka z Zielonej Adam Świnka z Zielonej, Strzyg, Mgowa                                                     |         |      | 17 czerwca 1402 - 27 października 1402/1405          | zm. zima 1433/1434              |
| Władysław II Jagiełło                                                                   | Maciej Maczuda z Małego Lubstowa/ Maciej z Łabiszyna/ Janusz z Kościelca | 7  | Jan z Chełmicy Wielkiej Jan z Chełmicy Wielkiej, Lutomierska                                                     |         |      | 11 października 1406 - 7 marca 1416                  | zm. przed 2 czerwca 1416        |
| Władysław II Jagiełło                                                                   | Janusz z Kościelca | 8  | NN. |         |      | 15 lutego 1418                                       |                                 |
| Władysław II Jagiełło                                                                   | Janusz z Kościelca/ Jarand z Grabi i Brudzewa | 9  | Jan z Kretkowa Jan z Kretkowa (Kretków Wielkich), Rusionowa                                                      |         |      | 27 kwietnia 1418 - 14 września 1428                  | 1362 – 1433/1434                |
| Władysław II Jagiełło/ Władysław III Warneńczyk/ Kazimierz IV Jagiellończyk             | Jarand z Grabi i Brudzewa/ Bogusław ze Służewa i Oporowa | 10 | Jakub Świnka ze Strzyg Jakub, Jakusz, Świnka ze Strzyg                                                           |         |      | 5 sierpnia 1430 - 2 kwietnia 1451                    | zm. przed 29 lipca 1452         |
| Kazimierz IV Jagiellończyk                                                              | Bogusław ze Służewa i Oporowa/ Mikołaj (I) Kościelecki/ Jan (I) Kościelecki | 11 | Jan Słoński z Pleckiej Dąbrowy Jan Słoński z Pleckiej Dąbrowy, Śleszyna Małego (Śleszynka), Głębokiego, Skrwilna |         |      | 22 czerwca 1452 - ok. maja 1465                      | zm. przed 19 czerwca 1466       |
| Kazimierz IV Jagiellończyk                                                              | Jan (I) Kościelecki/ Andrzej Kretkowski | 12 | Jan Działyński z Woli                                                                                            |         |      | 16 sierpnia 1468 - 19 grudnia 1475                   |                                 |
| Kazimierz IV Jagiellończyk/ Jan I Olbracht                                              | Andrzej Kretkowski/ Jan (I) z Oporowa/ Mikołaj Działyński/ Maciej ze Służewa | 13 | Andrzej Słup z Myśliborzyc Andrzej Słup z Myśliborzyc, Wierzbicka                                                |         |      | 1 marca 1479 - 4 czerwca 1493                        | zm. przed 6 stycznia 1495       |
| Jan I Olbracht                                                                          | NN. | 14 | Mikołaj Kretkowski z Chodcza                                                                                     |         |      | 20 kwietnia 1496 - 25/26 maja 1496                   |                                 |
| Aleksander Jagiellończyk                                                                | Mikołaj Kretkowski | 15 | Mikołaj Radzikowski                                                                                              |         |      | 13 lutego 1502 - 4 maja 1503                         | zm. 1518                        |
| Aleksander Jagiellończyk/ Zygmunt I Stary                                               | Mikołaj Kretkowski/ Stanisław Kościelecki | 16 | Adam Bieliński Adam Bieliński h. nieznanego                                                                      |         |      | 4 maja 1503 - ok. 26 marca 1512                      |                                 |
| Zygmunt I Stary                                                                         | Stanisław Kościelecki | 17 | Jan Baliński |         |      | 26 marca 1512 - sierpień 1518                        |                                 |
| Zygmunt I Stary                                                                         | Stanisław Kościelecki | 18 | Piotr Sokołowski                                                                                                 |         |      | ok. 29 listopada 1518 - 18 października 1519         | zm. przed 13 lutego 1528        |
| Zygmunt I Stary                                                                         | Mikołaj Kościelecki/ Hieronim Łaski/ Andrzej Oporowski/ Jan Oporowski | 19 | Jan Radzikowski                                                                                                  |         |      | 1522 - przed styczeniem 1526                         |                                 |
| Zygmunt I Stary                                                                         | Jan Oporowski | 20 | Feliks Srzeński                                                                                                  |         |      | styczeń 1526 - 8 lutego 1527                         | ok. 1498 – 1554                 |
| Zygmunt I Stary/ Zygmunt II August                                                      | Jan Oporowski/ Stanisław Tomicki/ Janusz Latalski/ Jan Janusz Kościelecki/ Mikołaj Potulicki/ Jan Janusz Kościelecki/ Andrzej Krotoski/ Andrzej Kościelecki/ Bartłomiej Zebrzydowski | 21 | Feliks Sierpski                                                                                                  |         |      | 7 lutego 1529 - ok. 18 sierpnia 1554                 |                                 |
| Zygmunt II August                                                                       | Bartłomiej Zebrzydowski | 22 | Piotr Sierpski                                                                                                   |         |      | 18 sierpnia 1554 - przed 27 marca 1557               | zm. przed 27 marca 1557         |
| Zygmunt II August                                                                       | Bartłomiej Zebrzydowski | 23 | Andrzej Sierpski                                                                                                 |         |      | 27 marca 1557 - przed 5 kwietnia 1557                | zm. przed 5 kwietnia 1557       |
| Zygmunt II August                                                                       | Jan Krotoski | 24 | Grzegorz Kretkowski                                                                                              |         |      | 10 marca 1565 - 19 września 1568                     | po 1508 – 1586/1590             |
| Zygmunt II August                                                                       | Jan Krotoski | 25 | Stanisław Sierakowski                                                                                            |         |      | 15 listopada 1568 - 20 września 1569                 | 1534 – 20 grudnia 1596          |
| Zygmunt II August/ Henryk III Walezy/ Stefan Batory                                     | Jan Krotoski | 26 | Feliks Żelski |         |      | 1569 (?) - 11 września 1577                          |                                 |
| Stefan Batory                                                                           | Jan Krotoski/ Piotr Smerzyński/ Jan Spławski | 27 | Stanisław Łoś |         |      | 11 września 1577 - 11 stycznia 1583                  | zm. przed 12 kwietnia 1584      |
| Stefan Batory/ Zygmunt III Waza                                                         | Jan Spławski/ Michał Działyński | 28 | Stanisław Głowiński                                                                                              |         |      | 12 kwietnia 1584 - 15 grudnia 1607                   | zm. przed 4 sierpnia 1613       |
| Zygmunt III Waza                                                                        | Jan Gostomski | 29 | Stanisław Jan Starorypiński                                                                                      |         |      | 7 listopada 1611 - 24 grudnia 1613                   | zm. 1619                        |
| Zygmunt III Waza/ Władysław IV Waza                                                     | Jan Gostomski/ Zygmunt Grudziński/ Stanisław Przyjemski/ Hieronim Radomicki | 30 | Erazm Karnkowski                                                                                                 |         |      | 1618 - 22 sierpnia 1634                              | zm. 22 sierpnia 1634            |
| Władysław IV Waza                                                                       | Hieronim Radomicki | 31 | N. Sumiński |         |      | 1640 - 1641                                          |                                 |
| Jan II Kazimierz Waza                                                                   | Jakub Hieronim Rozdrażewski/ Jan Opaliński | 32 | Damian Franciszek Kretkowski                                                                                     |         |      | 1660 - 29 kwietnia 1663                              | zm. koniec 1675                 |
| Michał Korybut Wiśniowiecki/ Jan III Sobieski                                           | Paweł Ludwik Szczawiński/ Jakub Olbracht Szczawiński/ Stanisław Jaksa Bykowski | 33 | Jan Kuczborski                                                                                                   |         |      | 1669 - 19 sierpnia 1696                              | zm. przed 9 października 1697   |
| Jan III Sobieski/ August II Mocny                                                       | Franciszek Zygmunt Gałecki | 34 | Michał Mełdzyński Michał Mełdzyński h. własnego                                                                  |         |      | 9 października 1697 - 6 lipca 1699/października 1709 | zm. w październiku 1709, Nowe   |
| August II Mocny                                                                         | Franciszek Zygmunt Gałecki/ Maciej Radomicki | 35 | Andrzej Dziewianowski                                                                                            |         |      | 6 lipca 1699 - 25 października 1704                  |                                 |
| August II Mocny/ Stanisław Leszczyński/ August II Mocny                                 | Maciej Radomicki | 36 | Stefan Łochocki                                                                                                  |         |      | 25 października 1704 - 1 grudnia 1722                |                                 |
| August II Mocny                                                                         | Maciej Radomicki/ Jan Antoni Radomicki/ Ludwik Bartłomiej Szołdrski | 37 | Ludwik Tarnowski                                                                                                 |         |      | 16 grudnia 1722 - 17 stycznia 1729                   | zm. przed 22 grudnia 1731       |
| August II Mocny/ Stanisław Leszczyński/ August III Sas                                  | Ludwik Bartłomiej Szołdrski | 38 | Bartłomiej Rościszewski                                                                                          |         |      | 22 grudnia 1731 - 1733                               | zm. 1733                        |
| August III Sas                                                                          | Ludwik Bartłomiej Szołdrski | 39 | Adam Trzciński                                                                                                   |         |      | 24 grudnia 1734 - 12 czerwca 1748                    | zm. 1758                        |
| August III Sas                                                                          | Władysław Józef Szołdrski | 40 | Józef Wolski |         |      | 12 czerwca 1748 - 13 maja 1750                       |                                 |
| August III Sas                                                                          | Władysław Józef Szołdrski | 41 | Karol Radziejowski                                                                                               |         |      | 20 maja 1750 - przed 14 września 1751                | zm. przed 14 września 1751      |
| August III Sas/ Stanisław August Poniatowski                                            | Władysław Józef Szołdrski/ Andrzej Hieronim Zamoyski/ Andrzej Moszczeński | 42 | Stanisław Bieganowski                                                                                            |         |      | 7 września 1752 - 2 lutego 1765                      | zm. 2 lutego 1765               |
| Stanisław August Poniatowski                                                            | Andrzej Moszczeński | 43 | Michał Hieronim Podoski                                                                                          |         |      | 1 czerwca 1765 - 23 października 1775                | zm. po 1789                     |
| Stanisław August Poniatowski                                                            | Andrzej Moszczeński | 44 | Tomasz Rokitnicki                                                                                                |         |      | 22 września 1775 - 1780/ok. 6 lipca 1782             | 1713, Starorypinie - 1783       |
| Stanisław August Poniatowski                                                            | Andrzej Moszczeński/ Józef Mycielski | 45 | Szymon Zieliński                                                                                                 |         |      | 6 lipca 1782 - 1784                                  | 14 listopada 1713, Laski - 1784 |
| Stanisław August Poniatowski                                                            | Józef Mycielski/ Piotr Alkantary Sumiński | 46 | Ludwik Zieliński                                                                                                 |         |      | 6 lutego 1786 - 1793                                 | zm. 6 marca 1806                |